# Microula oblongifolia
Microula oblongifolia là loài thực vật có hoa trong họ Mồ hôi. Loài này được Hand.-Mazz. mô tả khoa học đầu tiên năm 1936.